# ケレル
『ケレル』（Querelle）は、1982年の西ドイツ・フランスのドラマ映画。監督・脚本ライナー・ヴェルナー・ファスビンダーの遺作。出演はブラッド・デイヴィス、ジャンヌ・モロー、フランコ・ネロなど。原作はジャン・ジュネの『ブレストの乱暴者』。日本語題では『ファスビンダーのケレル』とも表記される。

## キャスト
- ケレル: ブラッド・デイヴィス - 水兵。
- リジアヌ: ジャンヌ・モロー - 港の淫売宿ラ・フェリアの女主人。
- セブロン大尉: フランコ・ネロ - ケレルの上官。
- ノノ: ギュンター・カウフマン（ドイツ語版） - リジアヌの夫。町の闇の支配者。
- ロベール: ハンノ・ポーシェル（ドイツ語版） - リジアヌの愛人。ケレルの兄。
- ジル: ハンノ・ポーシェル - ポーランド人水夫。
- マリオ: ブルクハルト・ドリースト（ドイツ語版） - 警察官。ノノとともに町を牛耳る。
- ロジェ: ローラン・マレ（フランス語版）
- ヴィク: ディター・シドール（ドイツ語版） - 水兵。

## 作品の評価
Rotten Tomatoesによれば、14件の評論のうち高評価は57%にあたる8件で、平均点は10点満点中6.1点となっている。

## 備考
- 日本初公開時のキャッチコピーは「誰もが自分の愛するものをだめにする。」であった[4]。